# تايلر هوكلن
تايلر هوكلِن (بالإنجليزية: Tyler Hoechlin) (ولد في 11 سبتمبر 1987) هو ممثل أميركي ناشط حصل على فرصته الكبيرة في بطولة ودوره كنجل توم هانكس في فيلم طريق إلى بريدشن (2002). وعرف من خلال دوره في التلفزيون في مسلسل السماء السابعة من خلال دوره كديريك هيل في سلسلة مسلسل ذئب مراهق.

## النشأة والبيسبول
ولد هوكلن في مدينة كورونا بولاية كاليفورنيا إبنًا للوري ودون هوكلن. لديه شقيقان، يدعيان تانر وترافيس، وأخت، تدعى كاري. بدأ هوكلن لعب البيسبول في سن السابعة. لعب في فريق جامعة ولاية أريزونا وفي فرق قاذفات باتل كريك لجامعة نورث وودز. وفي عام 2008، لعب في فريق جامعة كاليفورنيا إرفاين.

## المهنة
بدأ هوكلن التمثيل في سن التاسعة. أدى أبرز أدائه في شخصية دور مايكل سوليفان الابن، في فيلم طريق إلى بريدشن، ودور مارتن بروير في مسلسل السماء السابعة في عام 2003. ورشح لجائزة اختيار المراهقين في 2004. ولعب دور البطولة في 2007 في فيلم الدب الغاضب وفي فيلم الانقلاب 2008. ولعب دور البطولة في حلقة من حلقات مسلسل كاسل في الموسم الثاني. ظهر جنبًا إلى جنب مع أوين ويلسون وكريستينا أبلغيت في عام 2011 في فيلم إجازة زوجية. كما انه يلعب دور الذئب ديريك هيل في المسلسل التلفزيوني ذئب مراهق.
صنفت BuddyTV هوكلن في المرتب الثالثة في قائمة «أكثر الرجال جاذبية على التلفزيون من عام 2011».

## الحياة الشخصية
واعد هوكلن الممثلة بريتاني سنو منذ نوفمبر 2012. في آخر تغريدة على حسابه تويتر الرسمي، عرّف تايلر هوكلن عن نفسه بأنه مسيحي.

## أفلامه

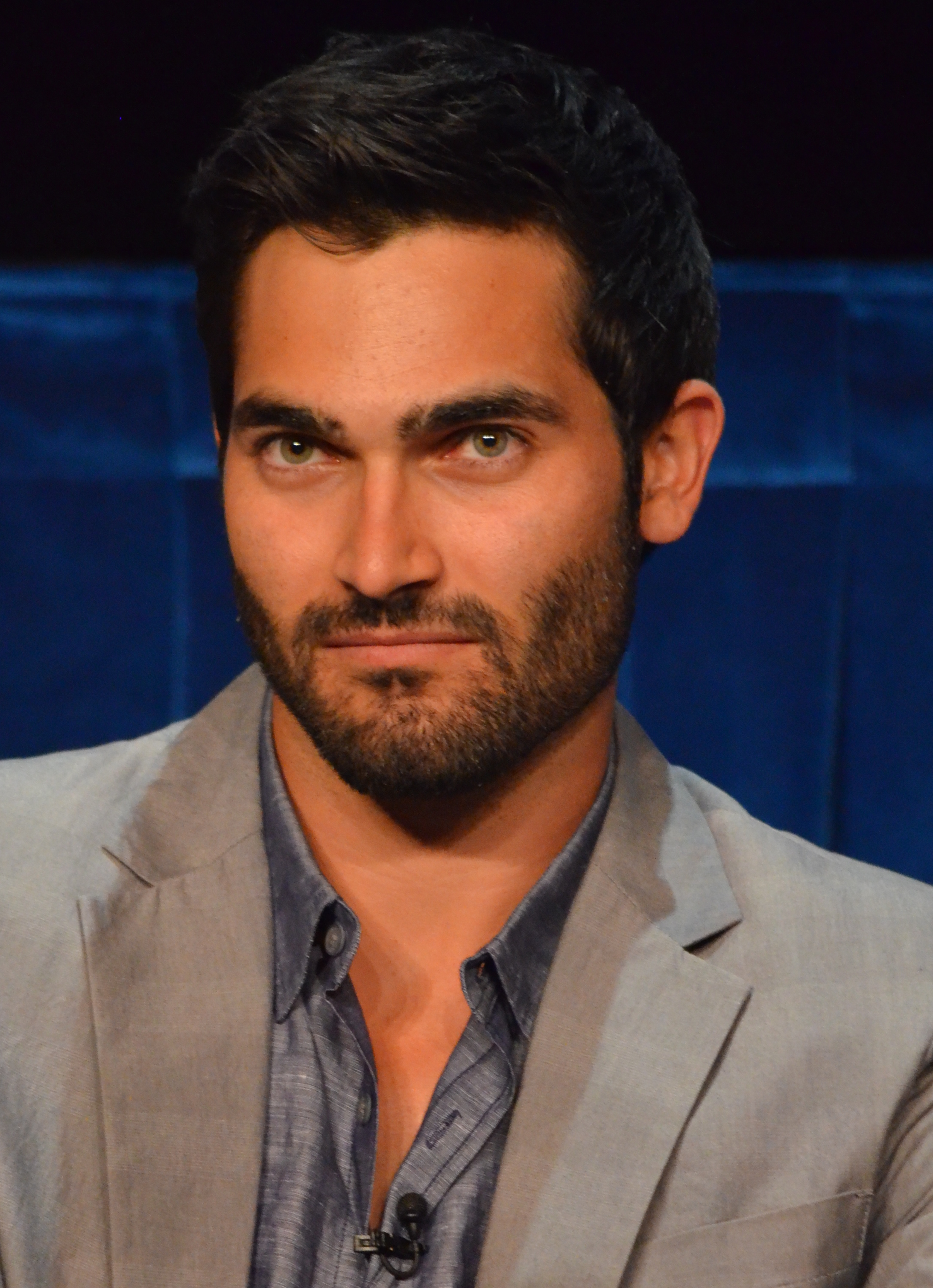
هوكلن في مسلسل ذئب مراهق.

### أفلام
| عام  | عنوان                                          | دور                  | ملاحظة                                                         |
| ---- | ---------------------------------------------- | -------------------- | -------------------------------------------------------------- |
| 1998 | Disney Sing Along Songs: Happy Haunting        | زاك                  | قناة ديزني الفيديو، الذي صدر أيضا في سبتمبر 2006 على دي في دي. |
| 1999 | شجرة العائلة                                   | جيف جو               |                                                                |
| 2001 | قطار كويست                                     | بيلي                 |                                                                |
| 2002 | طريق إلى بريدشن                                | مايكل سوليفان الابن. |                                                                |
| 2007 | The Rapture of the Athlete Assumed Into Heaven | الرياضي              | فيلم قصير                                                      |
| 2007 | غضب الدب الأشيب                                | ويس هاردينغ          |                                                                |
| 2008 | Solstice                                       | نيك                  |                                                                |
| 2011 | بوابة مفتوحة                                   | كالب                 |                                                                |
| 2011 | إجازة زوجية                                    | جاري                 |                                                                |
| 2011 | Charlie Brown: Blockhead's Revenge             | Schroeder            | Short film                                                     |
| 2012 | Melvin Smarty                                  | Ricky Hershey        |                                                                |
| 2014 | Undrafted                                      | Dells                | Post-production                                                |
| 2016 | Everybody Wants Some                           | McReynolds           | a.k.a. That's What I'm Talking About Post-production           |
| 2016 | ستراتون (فيلم)                                 | Marty                | Post-production                                                |

### التلفزيون
| عام     | عنوان           | دور          | ملاحظة                                |
| ------- | --------------- | ------------ | ------------------------------------- |
| 2003–07 | السماء السابعة  | مارتن بروير  | دور رئيسي (62 حلقة)                   |
| 2007    | سي إس آي: ميامي | شون هودجز    | الموسم 6، الحلقة 6: "ريحلات"          |
| 2009    | Lincoln Heights | تاد          | الموسم 4، الحلقات 6 و 8               |
| 2009    | My Boys         | أوين سكون    | الموسم 3، الحلقة 9: "Spring Training" |
| 2009    | كاسل            | ديلان فولتون | الوسم 2، الحلقة 4: "Fool Me Once..."  |
| 2011–14 | ذئب مراهق       | ديريك هال    | الدور الرئيسي (المواسم 1–4)           |

|2016-
|الفتاة الخارقة
|سوبرمان
|الدور الرئيسي

## مواقع خارجية
- تايلر هوكلن على موقع IMDb (الإنجليزية)
- تايلر هوكلن على موقع روتن توميتوز (الإنجليزية)
- تايلر هوكلن على موقع ألو سيني (الفرنسية)
- تايلر هوكلن على موقع تيرنر كلاسيك موفيز (الإنجليزية)
- تايلر هوكلن على موقع أول موفي (الإنجليزية)
- تايلر هوكلن على موقع قاعدة بيانات الأفلام السويدية (السويدية)
- تايلر هوكلن على موقع إن إن دي بي (الإنجليزية)
- تايلر هوكلن على موقع قاعدة بيانات الفيلم (الإنجليزية)
- تايلر هوكلن على موقع كينوبويسك (الروسية)
- UC Irvine player biography
- Tyler Hoechlin Profile on إم تي في